# Habsburg–Lotaringiai-ház
A Habsburg–Lotaringiai-ház (ismert még mint Ausztria–Lotaringiai-ház, németül: Haus Habsburg-Lothringen, csehül: Habsbursko-lotrinská dynastie, olaszul: Casa d'Asburgo-Lorena) egy 1736-ban, a Habsburg-házból származó Mária Terézia főhercegnő (később királynő és császárné) és a Lotaringiai-házból származó Ferenc István herceg (később császár) házasságával alapított uralkodócsalád, amelynek tagjai többek között a Szent Római Birodalom (Német-római Birodalom) császárai, osztrák császárok, német királyok, magyar királyok és cseh királyok, valamint toscanai nagyhercegek voltak. A dinasztiának számos oldalága is volt, ilyen a Modena, Reggio és Ferrara hercegeit adó Habsburg–Estei ág, a Toscanai Nagyhercegség uralkodóit adó Habsburg–Toscanai ág, a Károly Lajos tescheni herceg által alapított, úgynevezett „hadvezérek ága”, valamint a magyar nádorokat is adó magyar ág. A ház leszármazottait megillette az osztrák főhercegi, valamint a magyar és cseh királyi hercegi titulus is.
Az uralkodócsaládból olyan magas rangú és ismert személyek kerültek ki mint Marie Antoinette francia királyné, Mária Karolina nápolyi és szicíliai királyné (I. (Bonaparte) Napóleon császár szerint „Európa legveszedelmesebb asszonya”), továbbá Károly Ambrus esztergomi érsek, József nádor, I. Ferenc József osztrák császár és magyar király, I. Miksa mexikói császár, Mária Krisztina spanyol királyné, Vitéz József Ágost magyar kormányzó, valamint Habsburg Ottó. Az uralkodóháznak ma is számos leszármazottja él, a család jelenlegi feje Habsburg Károly.

## Előtörténet
A Habsburg–Lotaringiai-ház Mária Terézia főhercegnő és I. (Lotaringiai) Ferenc István herceg házassága révén jött létre, a következőképpen: VI. Károly császárnak (III. Károly néven magyar királynak) nem született férfi utódja, ezért a magyar és a cseh trónt leányára, Mária Terézia főhercegnőre hagyta, a Pragmatica sanctio értelmében. Őt 1736-ban feleségül vette Lotaringiai Ferenc István herceg, aki 1740-től Mária Terézia társuralkodója, 1745-től, Mária Terézia férjeként, a Szent Római Birodalom (Német-Római Birodalom) császára lett, a haláláig, 1765-ig.

## Történet
A Habsburg–Lotaringiai-ház uralma idején, 1806-ban megszűnt a Szent Római Birodalom (Német-római Birodalom /Császárság/), és 1804-ben megalakult az Osztrák Császárság (az újonnan alapított Ausztriai-ház örökletes császársága), majd ebből 1867-ben az Osztrák–Magyar Monarchia. Ebből a házból származott az utolsó osztrák császár, I. Károly, aki IV. Károly néven az utolsó magyar király is volt. Az első világháborút követően, a Monarchia részeire hullott szét. Részei más államokba tagolódtak be, vagy független államokká váltak. Az önálló utódállamok köztársaságokká váltak (Ausztria, Lengyelország, Csehszlovákia), vagy nemzeti királyságot alapítottak (Szerb-Horvát-Szlovén Királyság (a későbbi Jugoszlávia). Minden utódállamban, (a Magyar Királyság kivételével), már 1918–19-ben kimondták a Habsburg–Lotaringiai-ház trónfosztását. A magyar nemzetgyűlés ezt 1921. november 6-án tette meg, két meghiúsított királypuccs után. IV. Károly király leszármazottai már nem uralkodnak, de többen közülük az európai politikai életben tevékenykednek, mint például Károly király fia, a 2011-ben elhunyt Habsburg Ottó tette.

## A Habsburg–Lotaringiai-házi uralkodók és Magyarország

### II. József
A felvilágosult abszolutista II. József volt az első magyar király a Habsburg–Lotaringiai-házból (a Szent Római Birodalom császáraként is II. József), de nem koronáztatta meg magát ("kalapos király"), hogy ne kelljen esküt tennie a magyar alkotmányosság betartására, így a rendi kiváltságok megőrzésére; sőt, 1784-ben a Szentkoronát – ékszerként – Bécsbe vitette.
II. Józsefet az uralkodása során, szinte végig az az elgondolás vezérelte, hogy az erős, központosított állam tudja biztosítani a birodalom népei részére a boldogulást.
1781-ben adta ki a türelmi rendeletet, amely a szabad vallásgyakorlást és a hivatalviselést biztosította, ugyanis – gyakorlatilag – a protestáns egyházakat és a görögkeleti egyházat, a római katolikus egyházzal egyenrangúvá tette. 1782-ben, a katolikus klérus befolyásának visszaszorítása végett, az ún. szekularizációs rendeletet adta ki; csak a tanító és a betegápoló szerzetesrendek kerülhették el a feloszlatásukat; VI. Piusz pápa bécsi utazása ("Fordított Canossa-járás") eredménytelen maradt.
1784-ben, a közigazgatás korszerűsítése, az ügyintézés egységesítése céljából, a nyelvrendeletet adta ki II. József, kötelezővé téve a német nyelv hivatali használatát, ez Magyarországon nagy felzúdulást váltott ki, annak ellenére, hogy az uralkodót nem a németesítés, hanem a birodalmi bürokrácia nyelvi egységesítésének a szándéka vezette. Az uralkodó, még 1784-ben, népességösszeírásról is rendelkezett, ami szintén felháborította a magyar nemességet, mert e rendeletben – majd a két évvel későbbi (1786) térképészeti felmérésben – a megadóztatásuk előkészületeit vélték felfedezni. Az uralkodó továbbá úgy látta, hogy a magyarországi vármegye-rendszer működése lassú, korszerűtlen, pontatlan, ezért – 1785-ben – annak felszámolása mellett döntött. Magyarországot tíz, Erdélyt három közigazgatási kerületre osztotta, amelyeknek az élén a királyi biztosok álltak; míg az országos vezetést a Budára helyezett – és a később a Magyar Királyi Kamarával egyesített – Magyar Királyi Helytartótanács látta el.
1784-ben tört ki a vallási-etnikai színezetű Horea–Cloşca-féle parasztlázadás, a XVIII. század legnagyobb magyarországi parasztfelkelése. Ez a véres belharc is ösztönözte az uralkodót az 1785. évi jobbágyrendelet kiadására. II. József biztosította a jobbágyok részére a szabad költözködést, a terményeivel, a saját javaival való szabad rendelkezést, a jobbágyok telekhasználati jogát nem lehetett vitatni, a társadalom legkiszolgáltatottabb rétegének életviszonyai javultak, a korábbi időszakokhoz képest.
II. József, az Orosz Birodalom oldalán, 1788-ban, belépett az előző évben kirobbant, orosz – török török háborúba, amely Magyarországra súlyos terheket rótt: Mint a frontvonallal szomszédos országra, a Magyar Királyságra hárult a hadsereg eltartása, továbbá az uralkodó azt szerette volna elérni, hogy a nemesség rendkívüli adókivetést támogasson, a háború költségeinek fedezése céljából. A rendek ellen-álltak, arra hivatkozva, hogy adókivetésére csak az országgyűlés jogosult, II. József azonban éppen ennek az összehívását mellőzte. A nemesség elégedetlensége olyan nagy volt, hogy a kialakult rendi mozgalom egyes nemesi vezetői, II. Frigyes Vilmos porosz királlyal tárgyaltak arról, hogy – a Habsburgoktól elszakadva – egy porosz herceg legyen a magyar király.
Az 1789-ben kirobbant francia forradalom megingatta II. József meggyőződését, az intézkedései helyességében, azon vívódott, azok nem a Habsburg-monarchia bukását segíthetik-e elő, ezért a halálos ágyán – a türelmi rendeletét és a jobbágyrendeletét kivéve – az intézkedéseit visszavonta.
II. Józsefnek nem volt őt túlélő gyermeke, ezért az öccse lett az utódja, II. Lipót.

### II. Lipót
II. Lipótnak (császárként is II. Lipót) kifejezetten rövid uralkodás – kettő év – adatot.
A korábban toszkán nagyhercegként felvilágosult reformokat bevezető Lipót a Habsburg-birodalom külső biztonságának a megteremtésére törekedett. Ennek érdekében, Reichenbachban (ma: Dzierżoniów) megállapodott II. Frigyes Vilmos porosz királlyal (1790. július 27.), aki el is állt a magyar rendi mozgalom támogatásától, majd egy évvel később (1791. augusztus 4.) békét kötve III. Szelim szultánnal (szisztovoi (ma: Szvistov) békeszerződés) lezárta a törökökkel 1788-ban kirobbant háborút, Lipót lemondott a háborúban megszerzett területek megtartásáról.
A magyar nemességhez a viszonyulása kétarcú volt. Bécsből ünnepélyesen hazaszállították a Szentkoronát Budára, a Pozsonyban magyar királlyá koronázott Lipótnak a fiát, Sándor Lipótot az országgyűlés nádorrá választotta, és az uralkodó a koronázási hitlevélben a nemesség ősi jogainak a betartására tett ígéretet, így leszerelve a II. József uralkodásának a vége felé kibontakozott rendi ellenállási mozgalmat. Ugyanakkor, a polgárság és az értelmiség egyes, korábban II. József reformjait támogató képviselőinek útján indított propaganda arról szólt, hogy a nemesség – a függetlenség és a magyarság hangsúlyozásával – valójában azt a maradiságot leplezi és védi, ami a társadalom többsége számára terhes.
Lipót egyébként megerősítette az 1606. évi bécsi béke és az 1645. évi linzi béke vallási, a protestánsokra kedvező rendelkezéseit, kiváltva ezzel az ellentmondást a katolikus klérus részéről.
Lipót, a porosz uralkodóval együtt, aláírta a pillnitzi nyilatkozatot (1791), hogy a forradalmi Franciaország biztosítsa XVI. Lajos király személyi sérthetetlenségét, azaz testi épségét, de látva azt, hogy a radikalizálódó forradalmárok háborúra készülnek – 1792. február 7-én – francia támadás esetére, védelmi szövetséget kötött II. Frigyes Vilmos porosz királlyal, majd a megbetegedett Lipót hamarosan elhunyt.

### I. Ferenc
1792-ben lépett a trónra I. Ferenc király, II. Lipót legidősebb fia és utóda, aki a Szent Római Birodalom utolsó császára (II. Ferenc néven), és az Osztrák Császárság első császára (I. Ferenc néven).
A forradalmi Franciaország, már 1792. április 20-án, hadat üzent Ferenc császárnak, megkezdődött a "végtelen" háborúskodás: a koalíciós háborúk korszaka, ideértve a napóleoni háborúkat is. A harcokat végül a bécsi kongresszus zárta le (1814-1815); Metternich herceg vezetésével; a kongresszus döntései – egyebek mellett – stabilizálták a Habsburg-birodalom helyzetét Közép-Európában. 1815-ben orosz, porosz és osztrák részvétellel, a konzervatív-abszolutista monarchiák védelme érdekében, elkötelezve magukat a kölcsönös segítségnyújtás mellett, megalakították a Szent Szövetséget, amelynek 1848/49-ig meghatározó befolyása volt az európai politikai életben (a franciák 1818-ban csatlakoztak a szövetséghez).
A francia forradalom jakobinus eszméinek hatására, Magyarországon kibontakozott a Martinovics-féle szervezkedés, amit az államhatalom felszámolt, és hét vezetőjét kivégezték (1795). Ezután Ferenc király tovább erősítette a titkosrendőrséget és a cenzúrát, azonban – mivel a kormányzatnak az alapvető célja a feudális viszonyok fenntartása volt – az uralkodó a magyar nemességnek a Habsburg-birodalmon belüli, egyedülállónak minősülő kiváltságait (például adómentesség) megerősítette, és fennmaradt a Magyar Királyság rendi különállása. A nemesség támogatta is Ferencet a napóleoni háborúkban; nem fogadta el Bonaparte Napóleon taktikai okokból kibocsátott felhívását, hogy szakadjanak el a Habsburgoktól és kiáltsák ki Magyarország függetlenségét; sőt, nemesi felkelést hirdettek a franciák ellen, azonban a kismegyeri (győri) csatában vereséget szenvedtek a franciáktól (1809).
A francia-háborúk, eleinte, nem csak a nagybirtokosok, hanem a közép-nemesség számára is, jelentős haszonnal jártak, mert megnőtt a magyar mezőgazdasági termékek iránt a kereslet, ami e termékek árának az emelkedésévél járt. A kormányzat, a hadikiadások finanszírozása céljából, azonban fedezetnélküli papírpénzt bocsátott, ami igaz, hogy a pénz vásárlóerejének a romlásához vezetett (infláció), de a nemesség a földvásárlásokra és az egyéb, ehhez kapcsolódó kiadásokra felvett kölcsönöket, e papírpénzzel törleszteni tudta. A nemesség számára a gazdálkodásukban akkor jelentkeztek a nehézségek, amikor a kormányzat, a pénzromlás megállítása végett, többször leértékelte a pénzt (devalváció); sőt, a papírpénzt a forgalomból ki is vonta (1811, 1816). Ez a nemesség körében felzúduláshoz vezetett, azért is, mert Napóleon bukásával a háborúk véget értek, visszaesett a mezőgazdasági termékek iránt kereslet, és így e termékek ára is, a piac beszűkült. A nemesi elégedetlenség miatt, 1812 és 1825 között, az uralkodó nem hívta össze az országgyűlést, de ez az államirányításban, egyelőre, nem jelentett fennakadást.
Azonban 1825-re, a nemesi elégedetlenség a vármegyékben olyan erős ellenálláshoz vezetett, hogy Ferenc királynak össze kellett hívnia az országgyűlést: Ez lett a reformkor (1825-1848) kezdete, az 1825–27-es országgyűlés, amelyen a "legnagyobb magyar", Széchenyi István gróf, felajánlotta egy évi jövedelmét egy "Tudós Társaság", azaz a Magyar Tudományos Akadémia felállítására. Az országgyűlésen – a "Tudós Társaság" felállításának elhatározásán kívül – más, modernizációt szolgáló döntést egyébként nem fogadtak el. Széchenyi a barátjával, Wesselényi Miklós báróval, korábban tett angliai utazásának a tapasztalatai alapján, szembesült a magyarországi állapotok elmaradottságával, a polgárosodás hiányával. Hazatérését követően, a nyilvános tevékenységét, a magyar kulturális-művelődési és gazdasági fellendülés megvalósításának szentelte, meggyőződése volt, hogy csak a művelt ember tud helyesen gazdálkodni.
A magyar nyelv hivatalossá tétele ügyében, az 1830-as országgyűlés jelentett előrelépést, a magyar lett a bíráskodás nyelve.
Az 1832–36-os országgyűlés központi témájává a jobbágy-kérdés vált, különösen azért, mert az 1831-ben kirobbant, un. kolera-lázadás, élesen rávilágított a legkiszolgáltatottabb társadalmi réteg helyzetének a megoldatlanságára, és arra, ez milyen veszélyeket rejt magában; az országgyűlés befejezését Ferenc azonban nem érte meg, 1835-ben meghalt.

### V. Ferdinánd
I. Ferencet a fia követte trónon, V. (Jóságos) Ferdinánd király (osztrák császárként I. Ferdinánd).
A csökkent értelmi képességűnek tartott Ferdinánd uralkodása alatt ért végett az 1832-ben megkezdődött országgyűlés, konkrétan 1836-ban. Az országgyűlés egyik fontos kérdése volt a jobbágyság helyzetének a rendezése, azonban végül az örökváltság kérdését (a jobbágy megválthassa földesurától az általa használt földet), hosszas huzavona után, elvetették. A reformpártiak azonban értek el eredményt, a jövőben a törvényeket – latin helyett – magyar nyelven kellett meghozni. Ez volt az első országgyűlés, amelyen részt vett – távollévő főurak képviselőjeként – Kossuth Lajos, akiből – ahogyan hívei később elnevezték – "a magyarok Mózese" lett.
A szabadelvű Kossuth, politikai pályára lépve, az 1840-es évek közepétől, a reformpártiak (avagy reformellenzék) vezérévé vált. Határozottan kiállt a kötelező örökváltság mellett, akként, hogy a földesurakat megillető kártalanítást az állam viselje; továbbá, a polgárosodás elősegítése végett, a nemesi kiváltságoknak – így az adómentességnek – a megszűntetése és a törvény előtti egyenlőség mellett foglalt állást; de hangsúlyozva a társadalmi érdekegyeztetés fontosságát. A radikálisabb változtatás igényével fellépő Kossuth, az óvatos előrehaladást pártoló Széchenyivel szemben, a közvélemény szemében, a publicisztikai vitájuk győztese lett.
Közben, a reformok ügyében, annyi előrehaladás történt, hogy Ferdinánd szentesítette az 1839-40-es országgyűlésnek az önkéntes örökváltságról, majd az 1843-44-es országgyűlésnek a magyar nyelvet már teljes körben a Magyar Királyság hivatalos nyelvének, azaz, az államnyelvének minősítő törvényét.
1847-ben ült össze az 1848-ra áthúzódó, utolsó rendi országgyűlés, amelynek az 1848-as ülésszakára már rányomta bélyegét a "népek tavasza", az 1848-as forradalmi hullám (január Szicília, február Franciaország). Kossuth, a kedvező hangulatot kihasználva, március 3-án beterjesztette a következő felirati javaslatot, amit az országgyűlés elfogadott: Közteherviselés, jobbágyfelszabadítás kárpótlás mellett, a nép politikai jogokkal való felruházása, felelős magyar parlamenti kormány, és alkotmány a birodalom többi nemzete számára is.
1848. március 13-án kitört a bécsi forradalom, ennek hatására, másnap, V. Ferdinánd megígérte az alkotmányt és a teljes sajtószabadságot, az örökös tartományoknak. Március 15-én, Pesten győzött a vértelen forradalom; cenzúra nélkül kinyomtatták Petőfi Sándor Nemzeti dal című költeményét, és a márciusi ifjaknak a nemzeti és a polgári alapköveteléseit összefoglaló programját, a tizenkét pontot.
Előtte, március 14-én, azonban már az országgyűlés felsőtáblája is elfogadta a fentebb említett, március 3-i felirati javaslatot. Április 11-én, V. Ferdinánd szentesítette is az utolsó rendi országgyűlés törvényeit (áprilisi törvények), amelyek a polgári átalakulás jogi alapjai lettek; és Batthyány Lajos gróf miniszterelnökségével, megalakult az első felelős magyar kormány, a Batthyány-kormány. Május 30-án, az utolsó erdélyi rendi országgyűlés, kimondta Erdély unióját Magyarországgal, az erről szóló törvénycikket, június 10-én, V. Ferdinánd szentesítette; megszűnt Erdélynek a Diploma Leopoldinum kiadása (1691) óta fennállt különállása. Július 5-én, Pesten, megkezdődött az első népképviseleti országgyűlésnek az ülése, a képviselők többsége a nemességből került ki.
1848 nyár végére, Európában már az ellenforradalmi erők kerültek fölénybe. A bécsi Udvarban is, a mindennapokban (azaz, nem „hivatalosan”) a „Kamarilla” névvel illetett társaság, a birodalom önkényuralmi központosítását kívánó politikusok és katonák váltak domináns szereplőkké, akik a tavaszi változások miatt, a Habsburg-monarchia szétesésétől tartottak, és ezért – célként – a magyarországi vívmányok felszámolását (is) kitűzték. A magyar kormány helyzetét rendkívül nehezítette a nemzetiségi kérdés. A forradalmi hullám hatására, egyes nemzetiségek vezető körei, vagy önállóságot, vagy valamilyen részleges autonómiát igényeltek; míg a magyar kormányzat – a politikai nemzetnek, azaz, a magyarnak, és az egységes államnak az elvét vallva – a politikai autonómiát elutasította, tartva az államnak a szétesésétől. Az Udvar a nemzetiségek helyzetét illetően kialakult ellentéteket, 1848/49-ben ki is használta:
Az Udvar híve, Josip Jelačić horvát bán, a Magyar Királysággal szemben, a horvátok nemzeti törekvéseit képviselve, elszakította Horvátországot Magyarországtól, azt állítva, hogy a magyar kormány a "szeparatista" törekvéseihez ragaszkodva, a birodalom szétesésére tör; ő viszont éppen a birodalom, a "hatalmas és szabad Ausztria" mellett elkötelezett, ezért fog fegyvert. A Batthyány és a Jelačić közötti közvetítések eredménytelenek voltak. Közben, augusztus 27-én, az osztrák kormány az V. Ferdinándhoz intézett emlékiratban azt állította, hogy az önálló magyar pénz- és hadügyminisztérium felállítása, ellentétes a Pragmatica Sanctióval, ezért meg kell ezen intézményeket szüntetni. Szeptember 11-én, Jelačić főserege átkelt a Dráván; Kossuthék számára nyilvánvalóvá lett, hogy az Udvar nem kívánja a horvát támadást leállítani; a képviselőház a honvédzászlóaljak felállításáról döntött. Szeptember 16-án, a képviselőház határozata alapján, Kossuth elnökletével, felállt az Országos Honvédelmi Bizottmány (OHB), ugyanis – még szeptember 11-én – a Batthyány-kormány lemondott. Szeptember 25-én Ferdinánd érvénytelenítette Batthyány miniszterelnöki kinevezését, és a Magyarországon állomásozó hadsereg főparancsnokának Lamberg Ferenc Fülöp grófot nevezte ki, akit Pesten, szeptember 28-án meglincseltek. Szeptember 29-én a honvédsereg a pákozd-sukorói csatában, döntő győzelmet aratott Jelačić felett, aki ez után Bécs felé elvonult.
V. Ferdinánd, az október 3-áról keltezett nyílt parancsban, feloszlatta a magyar országgyűlést, az országot a haditörvények hatálya alá rendelte, és – veresége ellenére – Jelačićot nevezte ki a magyarországi haderő főparancsnokának. Október 6-án Bécsben kitört – a március 13-i, illetve a május 14-i után – a harmadik bécsi forradalom (avagy októberi felkelés). V. Ferdinánd és az Udvar Olmützbe menekült, a bécsi tömeg meglincselte Theodor Baillet von Latour grófot, a császári hadügyminisztert. V. Ferdinánd a teljhatalommal felruházott Alfred Candidus Ferdinand zu Windisch-Grätz herceget nevezte ki a császári haderő főparancsnokává, aki – október 30-án – Schwechatnál legyőzte a bécsi forradalmárok megsegítésével késlekedő magyar sereget, ami a bécsi forradalom bukását vonta maga után.
Windisch-Grätz sikere, megerősítette az Udvar "erős embereinek", a "Kamarillának" a pozícióit. E körbe tartózott Windisch-Grätz, Jelačić, az V. Ferdinánd által osztrák miniszterelnöknek kinevezett Felix zu Schwarzenberg herceg, aki a birodalom szélsőséges módon történő központosításának a híve volt, és az erőteljes Zsófia főhercegné, Ferenc József főhercegnek az édesanyja. Az volt az álláspontjuk, hogy az általuk gyengekezűnek tartott V. Ferdinánd, aki a népeinek alkotmányt adott, sőt, erre fel is esküdött, nem alkalmas a forradalmi erők, elsősorban a jogi keretekre ügyelő magyar vezetés elleni fellépésre, ezért új uralkodóra van szükség, akinek a kezét nem fogják kötni Ferdinánd vállalásai. El is érték azt, hogy december 2-án V. Ferdinánd lemondott, sőt, a trónutódlásról lemondott Ferenc Károly főherceg, Ferenc Józsefnek az apja; így lett Ferenc József az uralkodó, aki osztrák császárnak és magyar királynak nevezve magát, bejelentette a trónra lépését.
V. Ferdinánd ez után visszavonultan élt, 1875-ben hunyt el.

### I. Ferenc József

#### V. Ferdinánd lemondásától a szabadságharc bukásáig
A magyar országgyűlés, 1848. december 7-én, nem ismerte el Ferenc József uralkodását, továbbra is V. Ferdinándot tartotta a törvényes uralkodónak, mivel magyar király csak az lehet, aki a magyar törvényekre megesküszik és megkoronáztatja magát.  December 14-én a Magyarországra érkezett Windisch-Grätz kiáltványt bocsátott ki, hogy nem a magyar nép, hanem a forradalmi kormány ellen harcol, és a jobbágyfelszabadítás érvényben marad. Az országgyűlés, 1849. január 1-én, Debrecenbe költözött, Budát és Pestet kiürítette, ahová Windisch-Grätz be is vonult, és Szőgyény-Marich Lászlót kinevezte a "magyarországi ideiglenes polgári közigazgatás" elnökévé. Január 20-án a magyarországi római katolikus püspöki kar többsége által aláírt pásztorlevél a császári hadsereg – így valójában Ferenc József – támogatására hívta fel a híveket. Közben Debrecenben az országgyűlés összeült, és az Országos Honvédelmi Bizottmány elkezdte a magyar nemzet szabadságharcának a szervezését, a Windisch-Grätz elleni harcok előkészítését; az országgyűlésben a harcot kilátástalannak tartó, ún. Békepárt egyértelműen kisebbségben volt.
A felek esetleges megegyezésének akadályát képezte az, hogy március 4-én Ferenc József kiadta – az egyébként hatályba sohasem lépett – ún. olmützi (avagy oktrojált) alkotmányt. A császári pátens lényege szerint, a különállását elvesztő "magyarországi királyság", és a Magyarországról leválasztott Erdély, a Részek (Partium), Horvátország, Szlavónia, a Tengermellék, a határőrvidék, és a Bácskából, valamint a Temesközből szervezendő szerb vajdaság, az "egy és oszthatatlan ausztriai császárságnak" a részei. A pátens a nemzetiségek egyenjogúságáról is rendelkezett.
A honvédsereg, Görgei Artúr tábornok vezérletével, április 2-án megkezdte a május 21-ig tartó, dicsőséges tavaszi hadjáratot, óriási sikereket aratva a császári erők ellen (hatvani, tápióbicskei, isaszegi, váci, nagysallói, komárom-szőnyi győzelem, Buda visszafoglalása), de teljes, döntő katonai sikert nem ért el; noha sikerült a Délvidéknek, és Bem József sikeres harcainak köszönhetően, Erdélynek a felszabadítása is; az ország nagy-részét a honvédcsapatok uralták. A sikerek hatására, és válaszul az olmützi alkotmányra, Kossuth a Habsburg-ház trónfosztására tett javaslatot. Április 14-én, a debreceni Nagytemplomban, az országgyűlésnek a népgyűléssé bővült ülése, a közhangulat nyomására, egyhangúlag kimondta Magyarország függetlenségét és a Habsburg–Lotaringiai-ház trónfosztását, továbbá Kossuthot kormányzóelnökké választotta; majd április 19-én elfogadta a Függetlenségi Nyilatkozatot. Kossuth, a trónfosztástól és a függetlenség kikiáltásától, egyrészt a Békepárt visszaszorítását, másrészt az európai nagyhatalmak Magyarország oldalán történő beavatkozását, de legalább az ország függetlenségének az elismerését várta; azonban az utóbbiakhoz fűzött várakozásai nem váltak valóra: Az európai helyzet kedvezőtlen volt, a szuverén magyar állam megteremtése szempontjából, az európai nagyhatalmak, az egyensúly fenntartása végett, a Habsburg-birodalom fennmaradását tartották szükségesnek, nem Magyarország függetlenségét.
Az osztrák politikusok, már 1849 márciusában foglalkoztak azzal, hogy segítséget kérnek Oroszországtól (a Szent Szövetség még fennállt), és ennek a kivitelezését, a sorozatos tavaszi vereségek, felgyorsították. Május 21-én, Varsóban, Ferenc József és I. Miklós orosz cár, véglegesen meg is állapodtak a magyarországi orosz intervencióban. Az orosz beavatkozást a brit kormány tudomásul vette, és június 15-én, mintegy kétszázezres hadsereg élén, Ivan Fjodorovics Paszkevics herceg benyomult Magyarország területére. Az orosz seregen felül, a május 30-án, a magyarországi császári hadak főparancsnokává kinevezett Julius Jacob von Haynau báró vezérlete alatt álló, körülbelül százhetvenezer fős sereg állt szembe, százötvenkettőezer honvéddel. Július 14-én Kossuth megkötötte Nicolae Bălcescu havasalföldi forradalmi vezetővel a magyar-román megbékélési tervezetet, de az eseményekben ez már nem jelentett fordulatot. Augusztus 9-én, a temesvári csatában, Bem József döntő vereséget szenvedett Haynautól, két nappal később Kossuth lemondott a kormányzóelnöki tisztségről, a polgári és katonai hatalmat Görgei tábornokra ruházta, aki ezt átvette; és Kossuth az Oszmán Birodalomba emigrált, a törökök nem adták ki őt az osztrákoknak. A kilátástalan helyzetben, augusztus 13-án, Világosnál, Görgei feltétele nélkül letette a fegyvert Fjodor Vasziljevics Rüdiger cári tábornok előtt (világosi fegyverletétel), a szabadságharc elbukott.
Augusztus 20-án, a korábbi, az augusztus 16-i, a szabadságharcosokkal szemben még "enyhe vizsgálatról" szóló határozatát megváltoztatva, a birodalmi minisztertanács végzetes döntést hozott: A testület, Ferenc József elnöklete alatt, az „egy kicsit akasztani kell, a kegyelem előtt” „nézetet” képviselő Felix zu Schwarzenberg hercegnek, a miniszterelnöknek az álláspontját elfogadva, úgy határozott, hogy a magyar „felkelés” politikai vezetőit és a császári hadsereg volt tisztjeit, haditörvényszék elé kell állítani; ezzel negligálták I. Miklós cárnak a kegyelem gyakorlására intő felhívását. A császári sereg főparancsnoka, Haynau báró, a „bresciai hiéna”, olyan felhatalmazást kapott, hogy a kormányzat jóváhagyása nélkül, halálos ítéletet nem hajtathat végre. Haynau azonban az uralkodóhoz intézett levelében (augusztus 26.), a megütközését fejezte ki amiatt, hogy akadályozzák őt az ítéletek végrehajtásában és engedtek neki: Az uralkodó az önálló intézkedésében (augusztus 29.), és az újabb birodalmi minisztertanácsi ülés (augusztus 31.) a határozatában (amely határozat a jegyzőkönyv rövid időn belüli, de utóbb történt kijavításával került be a jegyzőkönyvbe), már csak azt követelték meg Haynautól, hogy utólag adjon jelentést a végrehajtott halálos ítéletekről; így is történt.
Haynau haditörvényszéke, jogalapként arra hivatkozva, hogy még V. Ferdinánd Magyarországot haditörvények hatálya alá helyezte (1848.október 3.), halálra ítélte Batthyány Lajos grófot, az első magyar miniszterelnököt, és tizenhárom honvédtisztet, ők az aradi vértanúk; akik – a korábbi, a császári seregbeli szolgálatuk ellenére –, nem tartották magukat esküszegőknek, ugyanis a támadó nemzetiségi (horvát, szerb, román), illetve osztrák csapatok ellen, a harcot felvevő magyar kormány, az V. Ferdinánd által szentesített, áprilisi törvények alapján működött (illetve 1848-ban, már nem is volt mindegyikük aktív katona, a császári seregben). Batthyány Lajos grófnak és az aradi tizenhármaknak a kivégzését október 6-ára időzítették, ugyanis egy évvel korábban, a bécsi forradalmárok ezen a napon lincselték meg Latour grófot, a birodalmi hadügyminisztert. A megtorlás, amely az egyéb súlyos büntetések mellett, száz-százharminc halálos ítélet végrehajtását jelentette, az európai közvéleményt felháborította. 1850. április 3-án a minisztertanács határozott is arról, hogy a haditörvényszékek működésének mielőbb véget kell vetni, és – arra való hivatkozással, hogy túllépte hatáskörét – július 6-án Haynaut visszahívták főparancsnoki tisztségéből, egyúttal nyugdíjazták; ahogyan Schwarzenberg miniszterelnök fogalmazott, „a borotvát már vissza lehet tenni a tokjába...”.         

#### A neoabszolutizmustól a kiegyezésig

##### A neoabszolutizmus kezdetétől a Februári Pátensig
Magyarországon beköszöntött a neoabszolutizmus 1867-ig tartó korszaka.
Az ország polgári közigazgatásának a vezetője Karl von Geringer báró, teljhatalmú császári biztos lett (e megbízatását már 1849. júniusában megkapta Ferenc Józseftől). 1851-ben megkezdte működését a Magyarországi Császári-Királyi Helytartóság, az ideiglenes helytartó von Geringer lett; és ugyanekkor megalakult – a hat osztrák és két magyar tagból álló – Birodalmi Tanács. Még 1851-ben, Ferenc József Albert főherceget kinevezte az ország katonai és polgári kormányzójává, aki 1852-ben átvette a helytartóság irányítását, 1860-ig. Ferenc József, 1851. december 31-én, császári pátenssel, hatályon kívül helyezte – a valójában hatályba sohasem lépett – olmützi alkotmányt, kihirdetve császári egyeduralmát; továbbá – Felix zu Schwarzenberg herceg halála után (1852) – átvette a miniszterelnöki teendőket. A császári kormányzatban Alexander Bach volt a belügyminiszter, hozzátartózott a polgári közigazgatás irányítása. A központosítás jegyében (Bach-korszak), a magyarországi hivatalokba a birodalom más részeiből származó tisztségviselőket neveztek ki, ugyanis az önkényuralom elleni tiltakozás jeleként, a birtokos nemesség jelentős része nem vállalt hivatalt, hanem – Deák Ferencnek, a Batthyány-kormány igazságügy-miniszterének, "a haza bölcsének" a példáját követve – "belső emigrációba" vonult vissza, ez volt a passzív ellenállás. A közvélemény az idegen, de a hivatalt vállaló magyar tisztviselőket is, "Bach-huszároknak" hívta.
A neoabszolutizmus rendszere – nyilvánvalóan – szabadságjogokat nem biztosított, de több, a polgári modernizációt szolgáló intézkedést vezetett be, amelyek a századeleje óta csírázó polgári világnak a fejlődését szolgálták, igaz, felemás módon, ugyanis a kormányzat ezekkel is a dinasztikus hatalmi célokat, az egységesítést kívánta szolgálni. Az 1848-ban elfogadott közteherviselésre tekintettel, új adórendszert vezettek be, továbbá földkatasztert, aranykorona-értékét és telekkönyvet; felállították a pénzügyőri szervezetet. Az 1853-ban kiadott "úrbéri pátens" és a "kárpótlási és földtehermentesítési nyílt parancs" az 1848-as jobbágyfelszabadítás végrehajtását szolgálta. A polgári tulajdonviszonyok megszilárdulását elősegítette az ősiség eltörlésének a megerősítése. Korszerűsítették a rendvédelmet (ebben az időszakban elterjedt a betyárbűnözés), az igazságszolgáltatást megyei szinten is leválasztották a közigazgatásról; az osztrák polgári törvénykönyv átvétele az üzleti viszonyok korszerűbb jogi szabályozását biztosította. Céhek még működhettek, de biztosították az iparűzés szabadságát, és felálltak a kereskedelmi- és az iparkamarák. 1851-ben teljesen megszüntették az Ausztria és a Magyarország közötti belső, azaz, a birodalmon belüli vámhatárt, amit még Mária Terézia királynő vezetett be : Ez az intézkedés kedvezett a magyar mezőgazdasági termékek kivitelének, ugyanakkor hátrányos volt a még csak kialakuló magyar gyáriparnak, mert nehezítette a versenyt a fejlettebb osztrák és cseh iparral.
A neoabszolutizmus rendszerét azonban a külpolitikai, illetve a katonai kudarcok, valamint a pénzügyi nehézségek egyre jobban aláásták. Az 1853-ban kirobbant krími háborúban, Ferenc József elfordult I. Miklós cártól, ugyanis – az olasz tartományok megtartása reményében, és az ehhez adandó angol és francia támogatásban bízva – 1854. december 2-án, Oroszország ellen, Angliával és Franciaországgal kötött szövetséget, és a birodalom határán olyan katonai csapatösszevonásokat hajtott végre, amellyel jelentős orosz erőket vont el a Krímben zajló harcoktól; a Szent Szövetség szétesett.
Ferenc József e fordulata nem járt az általa várt eredménnyel. 1859-ben az Osztrák Császárság preventív céllal háborút indított a szárd-piemonti–francia szövetség ellen, azonban a formálisan Ferenc József fővezérlete alatt álló császári csapatok a szárd–francia–osztrák háborúban súlyos vereséget szenvedtek, és az osztrákok elveszítették Lombardiát; egyik nagyhatalom sem támogatta Ausztriát: Anglia semleges maradt és az Orosz Birodalom is távol tartotta magát a konfliktustól. A francia és piemonti sikerben, valamint segítségben bízva, Párizsban, 1859. május 6-án Kossuth Lajos, Teleki László és Klapka György, megalakították az emigráns magyar kormányt, a Magyar Nemzeti Igazgatóságot, de csalatkozniuk kellett, a harcoknak hamar vége lett: III. Napóleon császár találkozott Ferenc Józseffel, pár nappal később a két császár megkötötte a villafrancai fegyverszünetet, a franciák és az osztrákok számára véget értek a harcok. III. Napóleon nem kívánta az Osztrák Császárságot felszámolni, csak Itáliában legyőzni, ez sikerült is neki.
A hadszíntéri vereséggel egy-időben, a birodalom a pénzügyi csőd szélére került, a felduzzasztott hivatalnok-állománynak és a hadseregnek a fenntartása erőn-felüli kiadásokra késztette a birodalmat, amelynek – parlamentnek felelős kormány hiányában – nem volt hitele az európai pénzpiacon. Ferenc József a kormányzati munkát úgy kívánta hatékonyabbá tenni, hogy Alexander Bach belügyminisztert felmentette (1859. augusztus), és miniszterelnökké Johann Bernhard von Rechberg grófot nevezte ki, akit a minisztertanács a magyar politikusokkal való tárgyalásokra felhatalmazott: A császári erők itáliai vereségének hatására, Magyarország forrongott, az önkényuralmi rendszert kritizáló röpiratok és falfeliratok jelentek meg, az egyházi- és a kulturális események, avagy a temetések, többször tiltakozásokká váltak, mint az országos gyász Széchenyi István öngyilkosságát (1860. április 8.) követően; de volt, ahol tüntetések robbantak ki.
Ferenc József, a birodalom válságos helyzetének enyhítése céljából, 1860. október 20-án kibocsátotta az Októberi Diplomát. Az uralkodó, lényegében véve, a birodalom igazgatásában, az 1848 előtti helyzethez tért vissza (például a Magyarországi Császári-Királyi Helytartóság helyett, a Magyar Királyi Helytartótanács visszaállítása); a közjogi viszonyokat a korlátozott alkotmányosság és a föderalizmus irányába alakítva, az egyes országok törvényhozó testületeinek újjászervezését, és ezeknek a tagjaiból választott Birodalmi Tanácsnak a felállítását előirányozva. Hiába lett a Helytartótanács elnöke 1860. novemberben Mailáth György, az 1848 előtti, ún. újkonzervatívok egyik prominens képviselője; a magyarországi feszültségeken az újkonzervatívok sem tudtak úrrá lenni. A mértékadó hazai politikusok, így Deák Ferenc és köre, éppen úgy, mint az emigránsok, elutasították az Októberi Diplomát, az 1848 előtti állapotokhoz történő visszatérést.
Az uralkodó erre, 1861. február 26-án, kibocsátotta a Februári Pátenst, amelynek a készítője Anton von Schmerling lovag, államminiszter volt. E rendelkezéssel, Ferenc József visszatért az alkotmányos centralizációhoz. A Birodalmi Tanácsot, amely a birodalom központi parlamentje lenne, a tartományi törvényhozó testületekkel szemben, még több jogkör illette volna meg, mint amit az Októberi Diploma biztosított e testületnek. A Birodalmi Tanácsba (háromszáznegyvenhárom tag) Magyarország nyolcvanöt, Erdély huszonhat és Horvátország kilenc képviselőt küldött volna.

##### A Februári Pátenstől a kiegyezésig
Ferenc József, a Februári Pátensben szabályozott államrendszer elfogadása céljából, összehívta az országgyűlést, a képviselőválasztásra 1861. márciusban és áprilisban került sor. Szinte valamennyi képviselő elutasította mind az Októberi Diplomát, mind a Februári Pátenst, ragaszkodva az 1848-as állapotok helyreállításához. A már itthon tartózkodó Teleki László vezette Határozati Párt ezt országgyűlési határozatban, míg a Deák Ferenc vezette Felirati Párt az uralkodóhoz intézett felirat, felterjesztés formájában kívánta kifejezni. A Határozati Pártnak, a parlamenti képviselői közül, azonban egyre többen aggályoskodtak, az uralkodóval való egyezkedést visszautasító programjuk helyességét illetően, és Teleki László, érzékelve azt, hogy a párttársai közül sokan nem állnak szilárdan mögötte, az öngyilkosságba menekült (1861. május 8.). Az országgyűlés végül Deák felirati javaslatát fogadta el, azzal a módosítással, hogy addig nem foglalkozik V. Ferdinánd lemondásával, amíg nem lesz magyar kormány és az ország területi integritása nem áll helyre: A neoabszolutizmus bevezetésével ugyanis Erdélyt, Horvátországot és Fiumét leválasztották Magyarországról, képviselőik nem is voltak jelen az országgyűlésben. Ferenc József a felirati javaslatot nem fogadta el, az országgyűlést feloszlatta (1861. augusztus 22.) és – kijelentése szerint "provizórikusan", "ideiglenes jelleggel" –, de visszatért az egyeduralomhoz.
1862-ben, Kossuth Lajos vezetésével, az emigránsok vezetői elkészítették a Dunai Konföderáció tervezetet: Magyarország, Horvátország, Szerbia és a román fejedelemségek egyenrangú szövetsége alkotná az államszövetséget, a szövetkezés Magyarország határait nem érintené, de Erdély lakosai népszavazáson döntenének arról, hogy Magyarországgal közös államot alkotnak-e, avagy perszonálunió kötné össze őket; a főváros – felváltva – Belgrád, Bukarest, Pest és Zágráb lenne. A tervet a Határozati Párt vezetői értekezlete (1862) elutasította (csak a párt balszárnya rokonszenvezett az elképzeléssel); és – tulajdonképpen a Felirati Párt nevében – Eötvös József báró is elvetette. Az országgyűlés elé – még 1861-ben – az általa választott "Nemzetiségi Bizottmány" azt a javaslatot terjesztette, hogy a nemzetiségek egyenjogúak, a nemzetiségi igényeiket szabadon érvényesíthetik, de Magyarország politikai egységén belül.
1864 kérészéletű katonai sikert hozott a birodalomnak, a porosz–osztrák–dán háború porosz–osztrák győzelemmel ért véget; a neoabszolutista rendszer problémái nem oldódtak meg; de – a Habsburg-ellenes megmozdulások, illetve szervezkedések ellenére – a magyarországi közvéleményben lassú változás következett be: A magyar közvélemény többségének nem nyerte meg a tetszését Kossuth konföderációs terve, inkább a Béccsel, mint a Belgráddal, vagy a Bukaresttel történő egyezkedést pártolták; a passzív ellenállás kezdett kimerülni, hiszen a birtokos nemességet a jobbágyfelszabadítás során elveszített úrbéri birtokok miatt megillető kárpótlás késett, anyagi biztonságot a hivatalvállalás szolgáltathatott; az európai politikai színtéren az 1848/49-es helyzet, lényegében véve, fennmaradt, nem történt olyan érdemi változás, ami a szuverén Magyarország megteremtését lehetővé tenné, a tőkeszegény hazai gazdaság elszigetelődött Európától; ez az elmaradott állapot állandósult volna, ha Magyarországról nem magyar politikusok döntenek.
Deák Ferenc kitűnően érzékelte a hazai közhangulat változását; de egyre több osztrák politikus is belátta azt, hogy Magyarország nem fogja elfogadni a birodalmi centralizációs terveket, azokat nem lehet a magyar alkotmányossággal összeegyeztetni. Deák, 1865. április 16-án, megjelentette a híres, később "húsvéti cikknek" nevezett írását, amely szerint: "Készek leszünk mindenkor törvény szabta úton saját törvényeinket a birodalom szilárd fennállhatásának biztonságával összhangzásba hozni.". Ferenc József, 1865. december 14-én, megnyitotta az országgyűlést, amelyben a Deák-párt többséget alkotott. A megegyezéstől ekkor még távol voltak a felek, a folyamatot súlyos osztrák katonai vereség gyorsította fel: Az 1866-ban lezajlott porosz–osztrák–olasz háború döntő porosz győzelmet hozott , az Osztrák Császárság kiszorult a Német Szövetségből, sőt, az olasz harctéri sikerek ellenére, Ausztriának le kellett mondania Velencéről; területileg Magyarország lett a Habsburg-birodalom nagyobb része, az Udvar számára fontossá vált a belső viszonyok mielőbbi megszilárdítása.
Deák Ferenc, illetve az emigrációból hazatért Andrássy Gyula gróf, valamint a Ferenc József közötti tárgyalások felgyorsultak, az uralkodót, a magyar fél számára kedvezően befolyásolta a magyarokkal rendkívül szimpatizáló felesége, Erzsébet császárné ("Sissi"). Miután a felkérést Deák elhárította, Ferenc József 1867. február 17-én Andrássy Gyulát nevezte ki miniszterelnöknek, megalakult az Andrássy-kormány; az első felelős magyar kormány, 1848/49-et követően. A magyar és az osztrák fél közeledését elősegítette az is, hogy az 1867. február 7-én kinevezett osztrák miniszterelnök, Friedrich Ferdinand von Beust gróf a mielőbbi megállapodást pártolta. A magyar országgyűlés képviselőháza elfogadta az 1867. évi XII. törvénycikket a közös ügyekről; a közös államnak a közösen történő védelmének az elvéből következően, a hadügy, a külügy és az ezek viteléhez kapcsolódó pénzügy a közös ügy. Létrejött Ausztria és Magyarország között a kiegyezés, amelynek eredményeképpen – alkotmányos monarchiaként – megalakult a dualista Osztrák–Magyar Monarchia (a továbbiakban: Monarchia). Június 8-án Ferenc József osztrák császárt magyar királlyá, feleségét, Erzsébet császárnét, magyar királynévá koronázták; az uralkodó a politikai vagy sajtóügyekben elítélteket közkegyelemben részesítette. 
Kossuth Lajos a Deák Ferenchez intézett nyílt levelében, a Kasszandra-levélben (megírása 1867. május 22.), a kiegyezést elutasította. Kossuth álláspontja szerint, a közös ügyek miatt, ami a Habsburgokkal való kiegyezést jelenti, Magyarországnak a sorsa már a birodalom sorsától függ; a birodalom pedig hamarosan összeomlik, a nemzetiségek követelései alatt, és ez a birodalmat támogató Magyarországnak is az összeomlásával jár. Kossuth, még a Kasszandra-levél megírása előtt, 1867 tavaszán írta, hogy "... az osztrák sas átokterhes társasága gyengékké teszen ..., 's nem hágy fel számunkra más dicsőséget, mint hogy mi legyünk a máglya, melyen az osztrák sas megégettetik, – égve magunk is.” . Deák, nyilvánvalóan, más álláspontot képviselt: Szerinte, akik Ausztria felbomlását óhajtják, azok ezt nem magyar érdekből kívánják; Magyarország nem tudna fennmaradni a hatalmas német és orosz birodalom között; a közös ügyek meg nem teszik Magyarországot csekély autonómiával bíró osztrák tartománnyá. A konkrét történelmi helyzetben, a kossuthi bírálat, a magyar politika számára nem mutatott fel reális alternatívát, hiszen az európai hatalmi egyensúlyban nem történt elmozdulás 1848/49-hez képest; és Kossuthnak az Európát érintő változtatási elképzelései (a Dunai Konföderáció terv) a nagyhatalmaknak a tetszését nem nyerték el, de a magyar közvélemény többsége sem pártolta. 

#### A kiegyezéstől I. Ferenc József haláláig

##### A dualista állam
A kiegyezéssel létrejött Monarchiában Ausztriát és Magyarországot külön parlament és külön felelős kormány irányította; Magyarországot "alkotmányos közjogi és önkormányzati önállóság" illette meg; a két ország belügyeit önálló minisztériumok intézték. A közös ügyek, azaz a hadügy és a külügy; továbbá a hadügy, valamint a külügy viteléhez kapcsolódó pénzügyek intézése tartózott a közös hadügy-, külügy- és pénzügyminiszterekre (de a közös védelem körébe nem tartozó hadügyi és pénzügyi feladatok ellátása a magyar – illetve az osztrák – honvédelmi (hadügy) miniszter, illetve pénzügyminiszter hatáskörébe tartozott). A közös miniszterek az osztrák és a magyar parlamentből, egyenlő taglétszámmal, évente választott delegációknak voltak felelősek, amely bizottságok állapították meg a közös költségek viselésének az arányát a két ország között: A Magyar Királyságot először 30%-os arányban, később 36,4%-os arányban terhelte a közös ügyek költségeinek a viselése, de a Magyar Királyság átvállalta az Osztrák Császárság államadósságának egy jelentős részét. Ausztria és Magyarország között kereskedelmi- és vámszövetség jött létre, amely tíz évenként megújítandó, ez volt a "gazdasági kiegyezés"; a Monarchia mind a kivitel, mind a behozatal vonatkozásában, vámegységet alkotott. Idővel közös lett a pénz (a korona), majd a jegybank is.
A közös uralkodót, Ferenc József császárt és királyt, továbbra is jelentős jogosítványok illették meg: Ő volt a hadsereg főparancsnoka (a Magyar Királyi Honvédség a közös, a Császári és Királyi Hadseregbe tagolódott be; a magyar országgyűlést az újoncmegajánlás illette meg); ő nevezte ki és bocsátotta el a minisztereket, szentesítette a törvényeket, az elfogadott törvényekkel kapcsolatban vétójog illette meg, az országgyűlést feloszlathatta.
1868-ban Ferenc József szentesítette az Erdélyt Magyarországgal egyesítő törvényt, továbbá a "nemzetiségi egyenjogúság" tárgyában hozott törvényt, amelynek értelmében, Magyarországon egy politikai nemzet van, az egységes és oszthatatlan magyar nemzet, amelynek a hon valamennyi polgára az egyenjogú tagja, bármelyik nemzetiséghez is tartozzon. A korabeli Európában liberálisnak minősülő nemzetiségi törvény kidolgozója Eötvös József báró volt.
Szintén 1868-ban szentesítette az uralkodó a magyar–horvát kiegyezésről szóló törvényt. Horvát-Szlavónország államközösségbe került Magyarországgal, mint a Magyar Szentkorona tagországa, de külön területtel rendelkező politikai nemzetként. Fiume (Rijeka) városa vonatkozásában, Ferenc József rendelete alapján, 1870-ben jött létre az 1918-ig tartó "fiumei provizórium"; a kikötőváros a Magyar Szentkoronához csatolt külön testként ("corpus separatum") a magyar kormány fennhatósága alá került; az "ideiglenességben" – a Monarchia fennállása alatt – nem történt változás.
Több jogszabályt alkottak és intézkedést hoztak az általános állampolgári jogok biztosítása céljából; továbbá a polgári állam kiépülését szolgálta az, hogy 1869-ben elfogadott törvénnyel, a bíráskodást leválasztották a közigazgatásról, létrejött a független igazságszolgáltatás szervezete, a különböző szintű királyi bíróságokból; a bíró, a közvádló és a védő személyének szétválasztását a királyi ügyészség felállítása (1871) teremtette meg.
Tisza Kálmán, a Monarchia leghosszabb ideig kormányon lévő miniszterelnöke, a Ferenc József elnökletével, 1890. március 8-án tartott minisztertanácsi ülésen, a honossági törvény módosítását javasolta, hogy Kossuth Lajos magyar állampolgársága megmaradhasson: Az 1879-ben elfogadott törvény szerint, ha a külföldön élő magyar állampolgár, a törvény hatályba lépésétől számított tíz éven belül, nem kéri az állampolgársága fenntartását, akkor elveszíti azt. Kossuth ezt nem kérte, hiszen ez elveinek feladását jelentette volna. A magyar minisztertanács azonban Tisza javaslatát nem támogatta, mire Tisza lemondott a miniszterelnöki tisztségről, amit az uralkodó elfogadott.
A viszonylag széleskörű jogosultságai ellenére, nem volt jellemző az uralkodó közvetlen beavatkozása a magyarországi belpolitikába, a kormányváltások szinte zökkenő mentesek voltak, kivéve az 1905–1906-os belpolitikai válságot: 1905-ben az 1875 óta kormányzó Szabadelvű Párt először szenvedett vereséget az országgyűlési választásokon, amelynek a győztese a választási koalíciót alkotó szövetkezett ellenzék lett, élén a Függetlenségi és Negyvennyolcas Párttal. A koalíció programjának több pontja az 1867-es kiegyezés megkérdőjelezését jelentette (gyakorlatilag csak perszonáluniót kívántak Ausztria és Magyarország között), ezért Ferenc József, negligálva a választás eredményét, nem volt hajlandó az ellenzék programját végrehajtó kormányt kinevezni. Az uralkodó 1905. június 18-án Fejérváry Gézát, a királyi darabont-testőrség parancsnokát nevezte ki miniszterelnöknek, így alakult meg a többségében parlamenten kívüli tagokból álló Fejérváry-kormány, az ún. "darabont-kormány", ami általános felháborodást keltett, a kormányt egyik parlamenti párt sem támogatta. Fejérváry szeptember 12-én lemondott, ezt Ferenc József elfogadta. Szeptember 23-án az uralkodó és a győztes ellenzéki koalíció vezéralakjainak, ifjabb Andrássy Gyula grófnak, Apponyi Albert grófnak, Bánffy Dezső bárónak (ő 1906. márciusban kilép a koalícióból), Kossuth Ferencnek (Kossuth Lajos fiának) és Zichy Aladár grófnak, a mindössze öt perces megbeszélése eredménytelen maradt. Ferenc József október 18-án ismét Fejérváryt nevezte ki miniszterelnöknek; a kormányprogramba bekerült a választójog bővítése, ami ekkor már a magyarországi belpolitika egyik legfontosabb kérdése volt. A Fejérváry-kormány azonban az általános és titkos választójog bevezetésének az ígéretével sem kapott támogatást; és végül Ferenc József utasítására, 1906. február 19-én Nyíri Sándor teljhatalmú királyi biztos az Országgyűlést feloszlatta, a parlamentet katonaság szállta meg, az ellenzéki többség koalíciójának a kormányalakítási joga elenyészett. A hatalomba kerülésre várakozó koalíció kifáradt, a vezetőik már nem láttak reményt arra, hogy az eredeti követeléseiket kivitelezhetik (március 16-án a kormány feloszlatta a koalíció vezérlőbizottságát), és a koalíció vezetői 1906 április elején megállapodtak (paktumot kötöttek) az uralkodóval; Ferenc József fogadta is a koalíció vezetőit, Kossuthot és ifjabb Andrássyt. A koalíció, tulajdonképpen, a választási programját feladta, viszont Ferenc József felmentette Fejérváry miniszterelnököt és kormányát (április 8.); egyidejűleg a hozzá való lojalitását már bizonyított Wekerle Sándort kinevezte miniszterelnöknek, megalakult a második Wekerle-kormány, amelyben az ellenzéki koalíció pártjainak a vezéralakjai (ifjabb Andrássy, Apponyi, Kossuth és Zichy) miniszterek lettek; de a kormánytagok többsége, maga Wekerle is, a Szabadelvű Pártból kilépettek alkotta Országos Alkotmánypárt tagjai voltak; a Függetlenségi és Negyvennyolcas Párt adta miniszterek kisebbséget alkottak. Az 1906. évi választáson a Függetlenségi és Negyvennyolcas Párt abszolút többséget szerzett, háromszor annyi képviselői helyet, mint az Országos Alkotmánypárt, de a kormány összetételében ez nem tükröződött, az általuk adott miniszterek továbbra is kisebbséget képeztek; a második Wekerle-kormány tovább kormányzott, az 1905-1906-os belpolitikai válság lezárult.

##### Eredmények és válságjelek
A kiegyezést követően Magyarország olyan mértékben fejlődött, amire korábbi történetében nem volt példa. A nemzeti jövedelem az 1850-es évekbeli, évi 800 millió koronáról, 1913-ra évi 13 milliárdra emelkedett. Kialakult a korszerű bankrendszer, rohamosan fejlődött a tőkés gyári nagyipar és a polgári földtulajdonon alapuló, tőkés mezőgazdaság. Sűrű vasúthálózat épült ki, a Buda, Pest és Óbuda egyesüléséből létrejött főváros, Budapest, világvárossá lett. Számtalan középületet emeltek, nőtt a kórházak és az iskolák száma, látványos eredmények születtek az oktatás, a kultúra, a művészetek és a tudományok különböző területein. Az országban látványos ünnepségekkel emlékeztek meg a honfoglalás millenniumáról (1896).
A századforduló táján már egyre élesebbé váltak a különböző válságjelek.
A belpolitikai küzdelmek, mind a pártok között, mind a pártokon belül kiéleződöttek, elsősorban a kiegyezéshez, az Ausztriához való viszonyulás kérdésében (például a már említett 1905–1906-os belpolitikai válságban); de ugyanannak a politikai elitnek a szárnyai álltak egymással szemben.
Éleződött a magyar politikai vezetés és a nemzetiségek politikai vezetőinek a szembenállása. A nemzetiségi vezetők tiltakoztak a magyarosító törekvések; így az előterjesztője, Apponyi Albert gróf után, "Lex Apponyi" néven emlegetett, 1907-ben hozott törvények ellen, amelyek a magyar nyelv fokozott tanítását írták elő, és szabályozták a nem állami iskoláknak az állami felügyeletét. A magyar politikai elit többsége – az egy politikai nemzet törvénybe foglalt elvéből kiindulva – a nemzetiségi eliteknek az autonómiára, az államszerkezetnek a nyelvhatárokon nyugvó önrendelkezés elismerésével való átalakítására irányuló törekvéseit (1895. augusztus 10., a nemzetiségek képviselőinek kongresszusa Budapesten) elutasította; a nemzetiségek politikai törekvéseit illetően, elégségesnek tartva azt, hogy román, szerb és szlovák párt indulhatott az országgyűlési választásokon, parlamenti képviselőket delegálhattak. A román nemzetiségi politikusok Erdélynek 1868-ban Magyarországgal történt egyesítését, a szerb nemzetiségi politikusok az 1849-ben létrehozott Szerb Vajdaság és Temesi Bánság megszüntetését kifogásolták (ami egyébként már 1860-ban megtörtént). A nemzetiségek politikai törekvései elleni fellépéseknek gyakran alkalmazott eszközei voltak a sajtóperek.
A gyors kapitalista fejlődés fokozta a szociális problémákat, feszültségeket; a fizikai munkát végző és szegényes körülmények között élő dolgozók az elégedetlenségüket, továbbá a szociális és a politikai követeléseiket sztrájkokban és tüntetéseken juttatták kifejezésre. Erősödtek a szakszervezeti mozgalmak, az agrár- és munkásszerveződések, gyorsan terjedtek a marxista alapú szociáldemokrata eszmék, de ismertté vált a keresztényszociális gondolkodásmód (1907, az Országos Keresztényszocialista Párt megalakulása). Megjelentek a polgári radikalizmus hívei (Polgári Radikális Párt, 1914), és szabadkőműves páholyokat alakítottak. 1880-ban alakult meg a Magyarországi Általános Munkáspárt, amely 1890-ben átalakult Magyarországi Szociáldemokrata Párttá, ez a párt az ipari munkásságra koncentrált. 1897-ben jött létre az első magyar parasztpárt, a Független Szocialista Párt, amely 1906-ban egyesült, az ugyanebben az évben alapított, Magyarországi Független Szocialista Parasztpárttal, Magyarországi Független Szocialista Parasztszövetség néven. A tiltakozások néha véres összecsapásokba torkoltak: Ilyen volt a vérvörös csütörtök, az 1912. május 23-i budapesti, több áldozattal és számos sebesülttel járó tömegtüntetés, a korszak legnagyobb munkásmegmozdulása, amit a rendőrség és a katonaság erőszakkal oszlatott fel. A szociális problémák miatt, nagyon jelentős volt a kivándorlók száma (például Amerikába).
A korszak rendkívül jelentős, kiemelkedő belpolitikai ügye a választójog kiszélesítésének a kérdése; ugyanis a magyarországi lakosságnak csak csekély, elsősorban a tehetős és az értelmiségi része rendelkezett szavazati joggal. Az 1910-es, az utolsó „békebeli” országgyűlési választáson, a választójogosultaknak az aránya a magyarországi összlakosságnak a 6,4%-át jelentette. A választójog megreformálásának kérdése időről időre felvetődött, azonban a magyar politikai elit jelentős része tartott a választójog általánossá tételétől; attól, hogy – esetleg – nemzetiségi, illetve szociáldemokrata képviselők alkothatják az országgyűlés többségét; az országgyűlés által 1874-ben elfogadott törvénnyel, olyan választási rendszert alakítottak ki, amely a magyar nemzeti államnak és a kiegyezés rendszerének a fennmaradását biztosíthatja.
A dualizmus alatt, Ausztriával ellentétben, Magyarországon nem vezették be az általános és titkos választójogot. Ferenc József szentesítette a Tisza István gróf miniszterelnöksége alatt, 1913-ban elfogadott választási törvényt, amelynek alapján ugyan emelkedett a választásra jogosultak száma, de az első világháború miatt, a Monarchia fennállása alatt, már nem tartottak újabb országgyűlési választást.                

##### Külkapcsolatok
A kiegyezést követően, a hadsereg vezérletén kívül, a külpolitika volt az, amire Ferenc József leginkább összpontosított.
Az 1870-71-ben vívott porosz–francia háborúban a Monarchia semleges maradt, ez volt az álláspontja mind Ferenc Józsefnek, mind Andrássy Gyula grófnak, a magyar miniszterelnöknek is, aki 1871. november 14-én e tisztségétől megvált, és Ferenc József közös külügyminiszterré nevezte ki. Andrássy az egységesülő és erősödő Német Birodalommal kívánt együttműködni. Andrássy ugyanis, a Monarchia nagyszámú szláv lakosságára, és a –  Szentpéterváron is – egyre erősödő pánszlávizmusra figyelemmel, a Magyar Királyság, sőt, a Monarchia egésze szempontjából, az Orosz Birodalmat tartotta a legveszélyesebb nagyhatalomnak, szükségesnek tartva legalább a balkáni orosz befolyásnak a visszaszorítását. E külpolitikai koncepciójához, ekkor még nem kapott támogatást az uralkodótól, ezért tudomásul vette azt, hogy 1873-ban Ferenc József, II. Sándor orosz cár és I. Vilmos német császár megkötötték a három császár egyezménye néven ismert megállapodást, ami egy konzultatív együttműködési egyezmény volt, a konzervatív uralkodóknak a szolidaritásán alapult. 
Andrássy szerepvállalása az 1878-as berlini kongresszuson bontakozott ki. Ennek, az ún. berlini szerződéssel befejeződött nemzetközi konferenciának a célja, egyebek mellett, az 1877-78-as orosz–török háború után, a balkáni országok (Bulgária, Szerbia, Montenegró) határainak, valamint Románia és az Oszmán Birodalom balkáni határainak a meghatározása volt. Az orosz-török san stefanó-i békeszerződésben, csak az orosz érdekek érvényesültek, ezért a megállapodást a többi európai nagyhatalom, elsősorban Nagy-Britannia és a Monarchia, nem fogadta el; a lényeget tekintve, a berlini kongresszuson a san stefanói-megállapodás revíziója, az orosz érdekek visszaszorítása történt.
A megállapított határok azonban csak részben követték az etnikai határokat, meghatározásuknál a nagyhatalmaknak a stratégiai érdekei is érvényesültek (érdekszféra-politika), ez később súlyos konfliktusoknak az oka lett. A berlini szerződés a Monarchiát felhatalmazta Bosznia-Hercegovina okkupációjára és – az Oszmán Birodalommal kötött szerződése – a harminc évig történő igazgatására.  A Monarchia csapatai be is vonultak Boszniába, a lakosság ellenállása miatt kibontakozott harcokban több, mint hétezer főt veszítettek, az okkupáció jelentős költségekkel járt, emiatt Andrássy kénytelen volt lemondani. A lemondása előtt (1879. október 7.), Andrássy még elérte azt, hogy Monarchia és a Német Birodalom, titokban megkötötték a kettős szövetséget, az Orosz Birodalom elleni védekezés jegyében.  A berlini kongresszuson vezetőszerephez jutó Otto von Bismarck német kancellár azonban – a kettős szövetség ellenére – nem kívánta azt, hogy a berlini szerződés megkötésével érdeksérelmet szenvedett Orosz Birodalom elforduljon a Német Birodalomtól. Bismarck elérte azt, hogy az 1873-as, három császár egyezményének megújításaként, 1881-ben, Berlinben, a Német Birodalom, az Orosz Birodalom és a Monarchia, három évre, titkos szerződést kötöttek, egyebek mellett arról, hogy kölcsönösen figyelemmel lesznek egymás balkáni érdekeire, ez a megállapodás a három császár szövetsége.
1882-ben az Olasz Királyság csatlakozott a kettős szövetséghez, amely így hármas szövetségé alakult át, amelyhez a következő évben (1883) Románia is csatlakozott. 1884-ben a három császár szövetségét a felek újabb három évre megújították; 1887-ben a szövetség azonban felbomlott, a szerződést a Monarchia nem újította meg, a Monarchia, az 1885-88-as bolgár válsághoz kapcsolódóan, visszautasította Oroszországnak az érdekszféra-politika folytatására irányuló kívánságait.  A Monarchia 1887-ben inkább csatlakozott az ugyanebben az évben, Nagy-Britannia és Olaszország által megkötött megállapodáshoz (a "mediterrán antanthoz"), amelyet – a Monarchia csatlakozását követően – "keleti hármas szövetségnek" is neveztek, a felek célja a mediterrán térségben a status quo fenntartása volt, azaz, a balkáni orosz terjeszkedés ellen irányult. A szövetség 1896-ban feloszlott, nem hosszabbították meg a szerződést, Nagy-Britannia és Oroszország időközben, lassan, de közeledtek egymáshoz.
1908-ban, Alois Lexa von Aehrenthal, a Monarchia közös külügyminisztere, az aktív balkáni politika híve, felvetette Bosznia-Hercegovina annektálását; az 1878 óta eltelt időszakban, a Monarchia rengeteget áldozott az okkupált régió fejlesztésére, és lejárt a törökökkel, a tartomány igazgatására, harminc évre kötött szerződés, ezért az időpontot kedvezőnek vélte. A berlini szerződés értelmében, az annexióhoz az azt megkötő országoknak, elsősorban az Orosz Birodalomnak a hozzájárulására volt szükség. Aehrenthal, ebből a célból, 1908. szeptember 15-én, a buchlaui (buchlovi) kastélyban (Morvaország) találkozott Alekszandr Petrovics Izvolszkij orosz külügyminiszterrel. A megbeszélésről, ha egyáltalán készült jegyzőkönyv, azt soha nem hozták nyilvánosságra. Aehrenthal szerint, az oroszok beleegyeztek - a hivatalosan még mindig az Oszmán Birodalom részét képező - Bosznia-Hercegovina annexiójába; és ezért később (szeptember 30.), a Monarchia részéről - az akkor Párizsban tartózkodó - Izvolszkijt tájékoztatták is az annexió időpontjáról. Izvolszkij azonban, még az annexió bejelentése előtt, a párizsi brit követ kérésére, egy jelentést készített, amely szerint, az orosz álláspont az volt a tárgyaláson, hogy az annexió ügyét a berlini szerződés aláíróinak kell rendezni, és az Orosz Birodalom, a szerződés módosítása esetén, igényt tart a török tengerszorosoknak az orosz hadihajók előtt történő megnyitására. Ferenc József, október 6-án, egyoldalúan, be is jelentette Bosznia-Hercegovina annektálását, a magyar Szentkorona jogaira hivatkozással ; kirobbant az annexiós válság. Az annexió a berlini szerződés megszegésének minősült, függetlenül attól, hogy egyidejűleg a Monarchia a csapatait önként kivonta a Novi Pazar-i Szandzsákból: Az Oszmán Birodalom tiltakozott (amitől azonban 1909 februárban elállt és hozzájárult az annexióhoz); Nagy-Britannia, Franciaország, Olaszország és az Orosz Birodalom egy konferencia összehívását kezdeményezte, ez azonban a Német Birodalom ellenszegülése folytán meghiúsult. Végül az Orosz Birodalom meghátrált, mert a Monarchia részéről kilátásba helyezték azt, hogy nyilvánosságra hozzák az elmúlt harminc év azon dokumentumait, amelyekben az oroszok a Monarchiát arról biztosították, hogy szabad kezet kap Bosznia ügyében.  Szerbia először az annexió visszavonását követelte (1908), azonban 1909 tavaszán a Monarchia mozgósított, mire Szerbia olyan formális nyilatkozatot tett, hogy elismeri az annexiót (1909. március 31.), az annexiós válság befejeződött; azonban lezárult a Monarchia és az Orosz Birodalom között az egyezkedési politika korszaka; a Monarchia elszigetelődött a nyugati nagyhatalmaktól, és egyre jobban kötődött a Német Birodalomhoz, a kapcsolata Szerbiával meg végletesen megromlott.
A Monarchia mind az első Balkán-háborúban (1912-13), mind a második Balkán-háborúban (1913) semleges maradt.

##### Az első világháború kirobbanása
Az 1914-ben elkövetett szarajevói merényletet, már évekkel megelőzően, működött Bosznia-Hercegovinában az Ifjú Bosznia mozgalom, céljai között Bosznia önállóságának kivívása és a Szerbiához történő csatlakozás is szerepelt. A szervezet tagjai kapcsolatban álltak a szerbiai "Egyesülés vagy Halál", más néven "Fekete Kéz" nevű titkos szervezettel, amelynek az egyik, meghatározó jelentőségű vezetője az "Ápisz" mozgalmi nevű, Dragutin Dimitrijević szerb vezérkari ezredes volt. A szarajevói merényletet ez a két szervezet készítette elő, Dimitrijević tudomásával. A Monarchia trónörököse, Ferenc Ferdinánd főherceg boszniai látogatásának az időpontja ismertté vált, a belgrádi kormány tudott a merénylet előkészületeiről, és június 5-én a bécsi szerb nagykövet, Jovan Jovanović, figyelmeztette is a Monarchia közös pénzügyminiszterét, Leon Bilińskit, egy esetleges merénylet veszélyére.  Ferenc Ferdinánd azonban nem halasztotta a szarajevói utazását.  A belgrádi kormány ugyan elérte Dimitrijevićnél az előkészületek leállítását , azonban már késő volt, ez nem befolyásolta azokat a szerb fiatalokat, akik Szarajevóban a merényletre készültek, és közülük, június 28-án, Gavrilo Princip meggyilkolta Ferenc Ferdinándot és a feleségét, Chotek Zsófia grófnőt.
A merényletet követően Franz Conrad von Hötzendorf gróf, a Monarchia közös hadseregének vezérkari főnöke azt az álláspontot képviselte, ha a merénylet Belgrád provokációja, akkor a Monarchia katonai erővel felléphet Szerbia ellen. Lényegében véve, hasonló álláspontot képviselt a közös külügyminiszter, Leopold von Berchtold gróf is, azzal, hogy hadviseléshez a Monarchia fő-szövetségesének, a Német Birodalomnak a feltétlen támogatására szükség van; és – tulajdonképpen – ezt a nézetet osztotta Ferenc József is. A közös minisztertanácson egyedül a magyar miniszterelnök, Tisza István gróf ellenezte a fegyveres fellépést. A Monarchia a kért támogatást megkapta a Német Birodalomtól, ugyanis Helmuth Johannes Ludwig von Moltke, a német hadsereg vezérkari főnöke, már korábban úgy vélte, elérkezett az európai nagyhatalmi összecsapás ideje, és a Német Birodalom villámháborúval képes lesz az ellenfelei, Franciaország és Oroszország fölé kerekedni, Nagy-Britannia pedig semleges marad (Moltke tévedett). Tisza, a német támogatás ismeretében, a korábbi álláspontját megváltoztatta.  A Monarchia július 23-án ultimátumot intézett a szerb kormányhoz, amelyre július 25-én Nikola Pašić miniszterelnök válaszolt, általánosságban elfogadva a követeléseket, de visszautasítva azt, hogy a Monarchia szervei Szerbiában nyomozhassanak, a trónörökös meggyilkolása ügyében – ez szuverén állam számára elfogadhatatlan.  Ferenc József kiadta híres kiáltványát ("Népeimhez"), a Monarchia nem fogadta el azt, hogy Szerbia nem kívánja teljesíteni az ultimátum valamennyi követelését, és a Monarchia kormánya, július 28-án, hadat üzent Szerbiának, kitört az első világháború. 
A háború súlyos harcai alatt; 1916. november 21-én Ferenc József elhunyt.

### IV. Károly
Ferenc József utóda IV. Károly király (osztrák császárként I. Károly) volt; aki 2. fokú unokaöccse Ferenc Józsefnek.
Az uralkodónak a békéért való fáradozásai eredménytelenek maradtak; a Monarchia háborús erőfeszítéseit már nem lehetett tovább fokozni; mind a szociális feszültségek, mind a nemzetiségi kérdések egyre jobban kiéleződöttek: A Monarchiabeli nemzetiségek emigrációban élő képviselőinek a római kongresszusa, 1918. április 8-án kimondta azt, hogy a nemzetiségek a jövőben nem kívánnak a Monarchia keretei között élni, állami önállóságra tartanak igényt. Az Antant oldalán harcoló Amerikai Egyesült Államoknak (USA) a kongresszusa helyeslőleg tudomásul vette a római kongresszus határozatait (május 29.). Az ősz folyamán az események napról-napra rendkívül felgyorsultak. 1918. október 16-án Károly kiáltványban bejelentette azt, hogy az Osztrák Császárságot föderatív alapon átalakítja, ez a döntés – amelynek a hatálya a Magyar Királyságra nem is terjedt ki – a nemzetiségeket már nem elégítette ki; sorra alakultak a Nemzeti Tanácsok (október 6-a: közös szlovén, horvát és szerb, október 26-a szlovák, október 30-a román). Október 17-én Tisza István elismerte azt, hogy a központi hatalmak a háborút elveszítették. Október 18-án Thomas Woodrow Wilson amerikai elnök közölte a Monarchia kormányával, hogy a háború lezárását szolgáló, a nevével fémjelzett előterjesztés, a wilsoni tizennégy pont a Monarchiára már nem érvényes, az USA már nem tekintette a Monarchiát létező államnak, tárgyalni az utódaival kívánt. Bécsben ideiglenes nemzetgyűlés vette át a hatalmat, és október 30-áról 31-re virradóan, Budapesten győzött az őszirózsás forradalom. November 3-án a Monarchia képviselője és az Antant képviselője fegyverszünetet kötöttek. IV. Károly november 11-én Ausztria, november 13-án Magyarország vonatkozásában, "minden részvételről az államügyek vitelében" visszavonult; Ausztriában és Magyarországon véget ért a Habsburg–Lotaringiai-házi uralkodóknak az uralkodása.
Károly kétszer is megkísérelte a visszatérést a magyar trónra (1921. március és október). A magyar országgyűlés 1921-ben negyedszer is kimondta a Habsburg-ház trónfosztását. Károly Madeirán száműzetésben halt meg, 1922. április 1-én, ő volt az utolsó magyar király és az utolsó osztrák császár.
IV. Károlyt 2004. október 3-án Szent II. János Pál pápa boldoggá avatta.

## A Habsburg–Lotaringiai-házi uralkodók leszármazási táblája

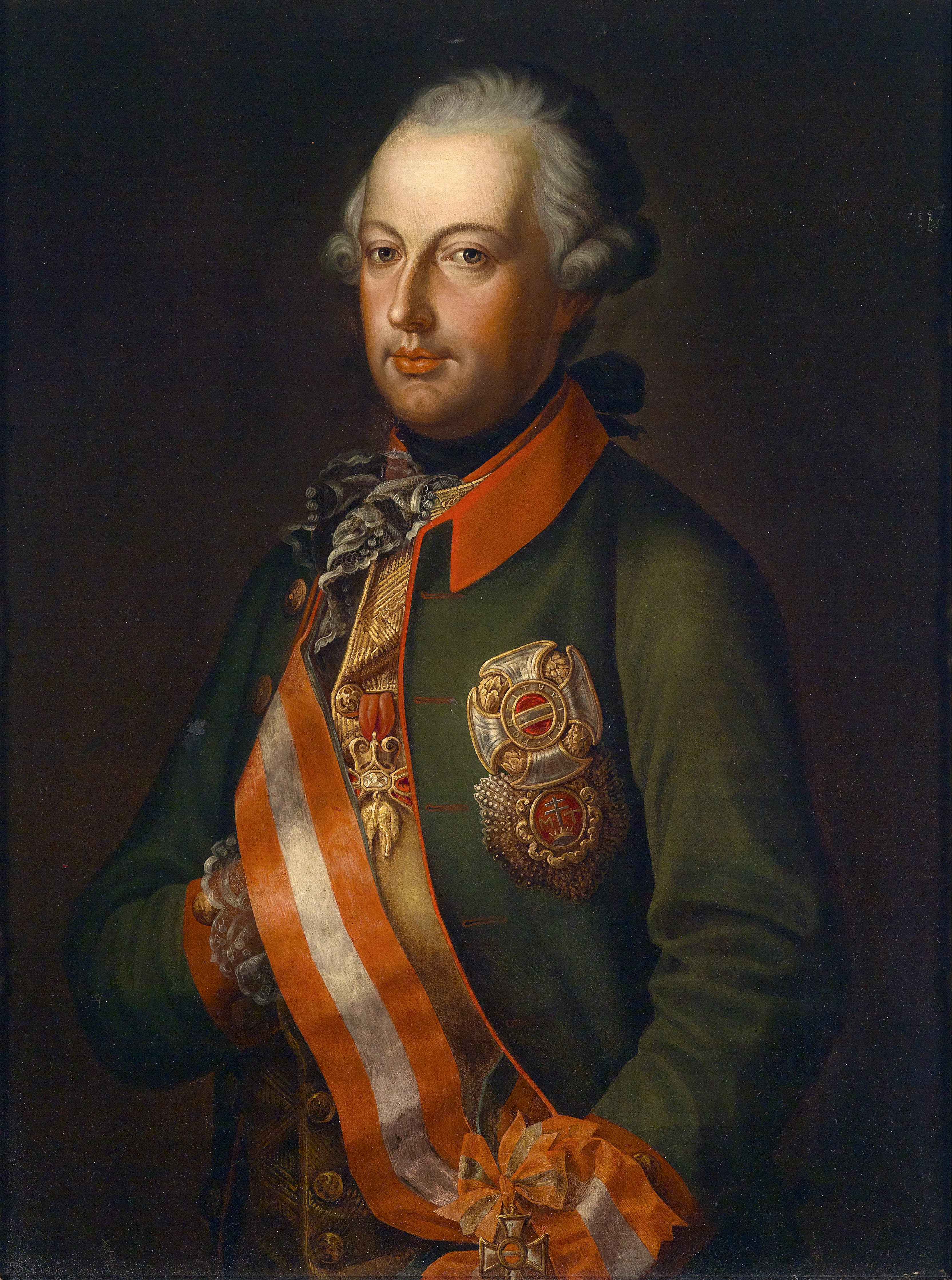
II. József német-római császár (1741–1790), magyar ragadványnevén „a kalapos király”

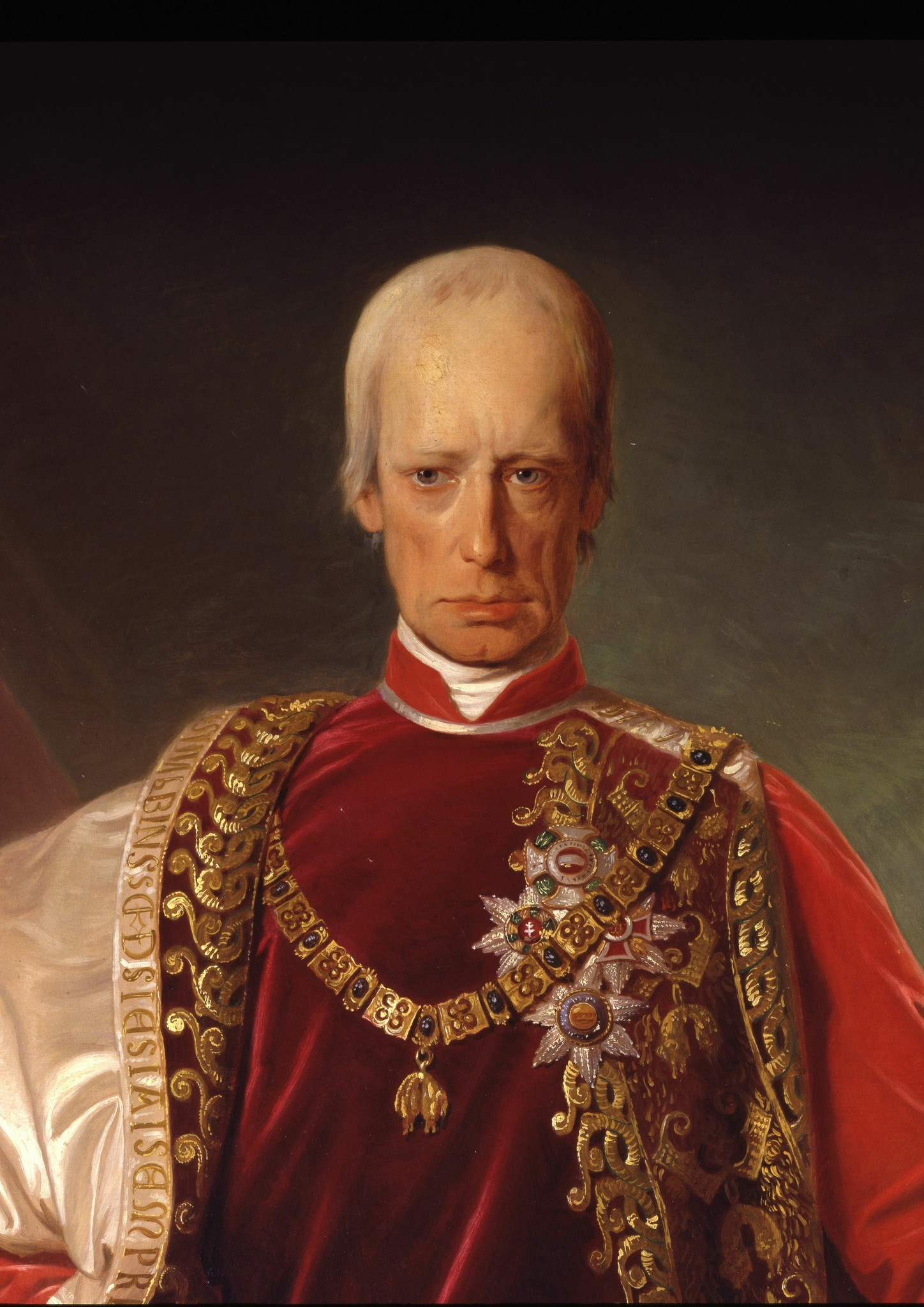
Ferenc császár és király (1768–1835), aki az utolsó német-római és az első osztrák császár

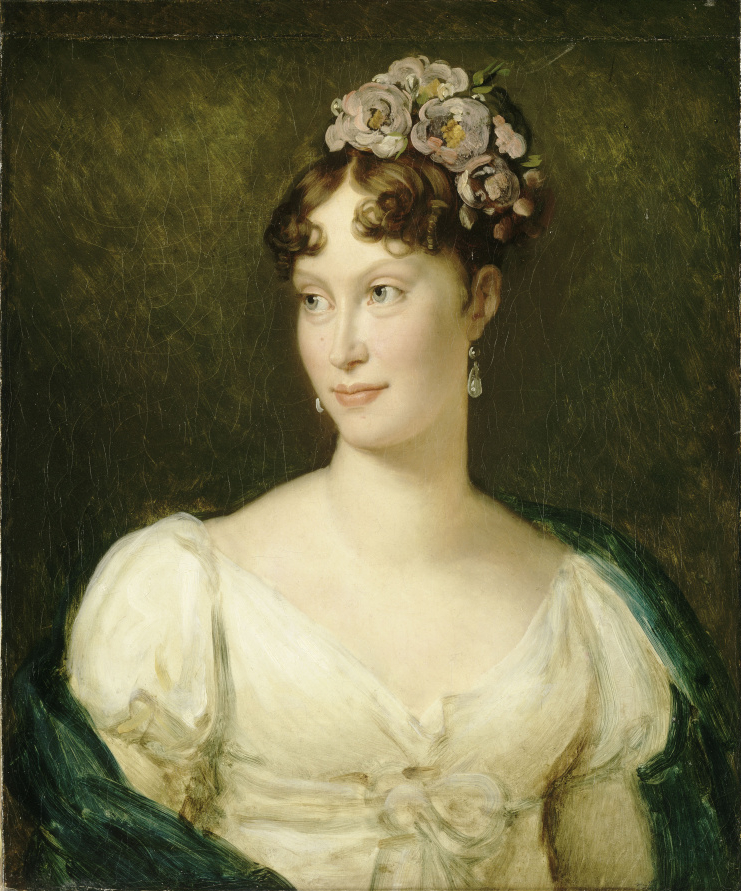
Mária Lujza főhercegnő (1791–1847), Bonaparte Napóleon hitveseként francia császárné, később parmai és piacenzai uralkodó hercegnő

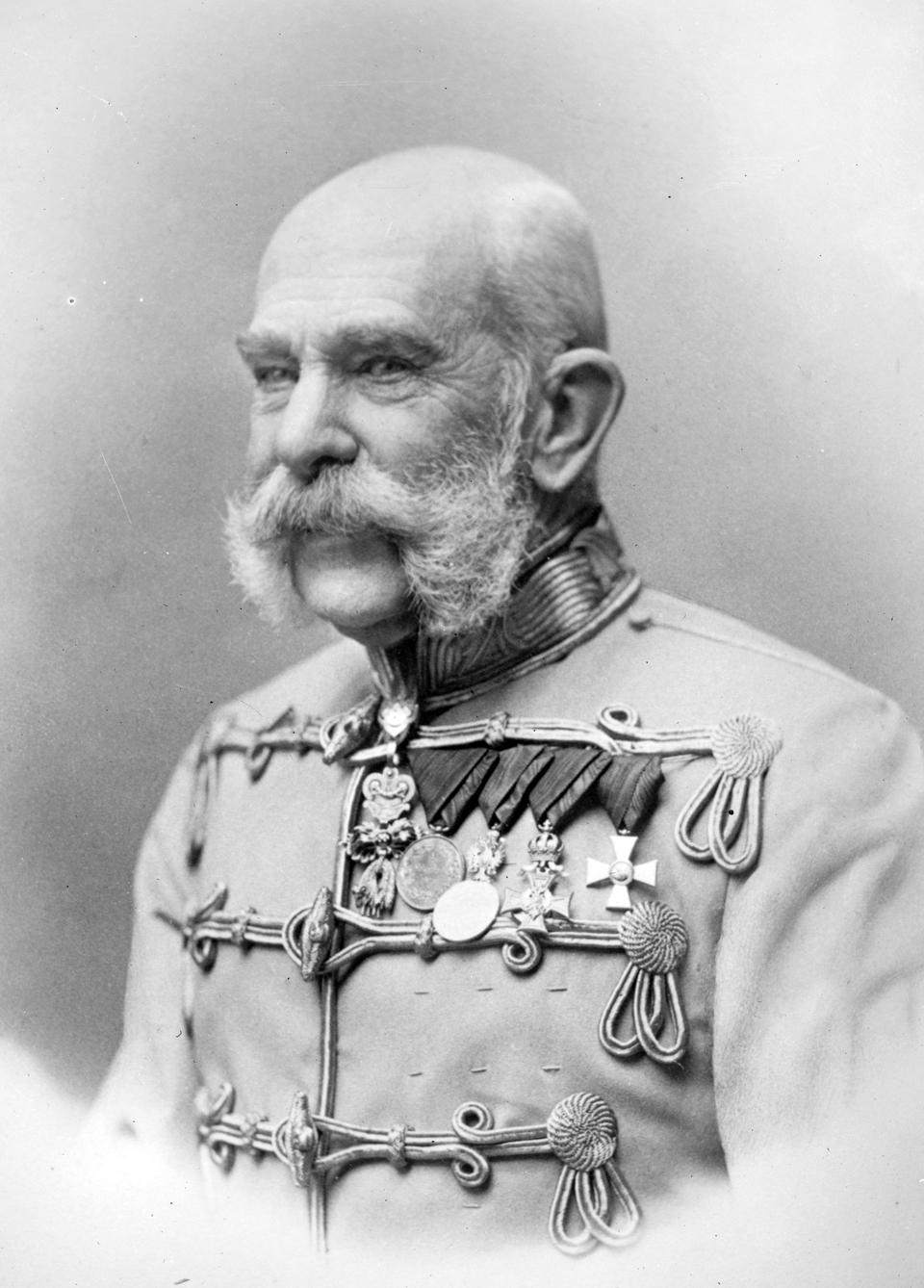
I. Ferenc József osztrák császár és magyar király (1830–1916), Ausztria–Magyarország első monarchája

- A1.Mária Terézia (1717-1780), császárné: 1745-1765, Ausztria uralkodó főhercegnője: 1740-1780, Mária Terézia, Csehország királynője: 1740-1780, Mária Terézia, Magyarország királynője: 1740-1780; férje: I. (Lotaringiai) Ferenc István (1708-1765), uralkodott: 1745-1765 (A Szent Római Birodalom császára, a családfában, a továbbiakban: császár), III. Ferenc István, Lotaringia hercege: 1729-1736, II. Ferenc István, Toszkána nagyhercege: 1737-1765, 
  - B1. II. József (1741-1790), uralkodott: 1765-1790 (királlyá koronázva: 1764), császár: 1765-1790, Ausztria uralkodó főhercege: 1780-1790, II. József, Csehország királya: 1780-1790, II. József, Magyarország királya: 1780-1790 (a „kalapos király”),
  - B2. Ausztriai Mária Krisztina (1742-1798) osztrák főhercegnő, Osztrák-Németalföld helytartója (főkormányzója): 1781-1789 és 1791-1792,
  - B3. II. Lipót (1747-1792), uralkodott: 1790-1792 (császár), VII. Lipót, Ausztria uralkodó főhercege: 1790-1792, II. Lipót, Csehország királya: 1790-1792, II. Lipót, Magyarország királya: 1790-1792, I. Lipót, Toszkána nagyhercege: 1765-1790,  
    - C1. II. Ferenc (1768-1835), uralkodott: 1792-1806 (császár, lemondott), I. Ferenc, Ausztria császára, uralkodott: 1804-1835 (a családfában, a továbbiakban: osztrák császár), I. Ferenc, Ausztria uralkodó főhercege: 1792-1804, főhercege: 1804-1835, I. Ferenc, Csehország királya: 1792-1835, I. Ferenc, Magyarország királya: 1792-1835, I. Ferenc, a Lombard-Velencei Királyság királya: 1815-1835,
      - D1. I. (Jóságos) Ferdinánd (1793-1875), uralkodott: 1835-1848 (osztrák császár), V. Ferdinánd, Ausztria főhercege: 1835-1848, V. Ferdinánd, Csehország királya: 1835-1848, V. Ferdinánd, Magyarország királya: 1835-1848, I. Ferdinánd, a Lombard-Velencei Királyság királya: 1835-1848, valamennyi uralkodói címéről lemondott: 1848,
      - D2. Ferenc Károly (1802-1878), osztrák főherceg, trónigényéről lemondott (1848), 
        - E1. I. Ferenc József (1830-1916), uralkodott: 1848-1916 (osztrák császár), Ausztria főhercege: 1848-1916, I. Ferenc József, Csehország királya: 1848-1916, I. Ferenc József, Magyarország királya: 1848 (de facto) / 1867 (de iure, koronázás) – 1916,[35] I. Ferenc József, a Lombard-Velencei Királyság királya: 1848-1866, 
          - F1. Rudolf Ferenc Károly (1858-1889), trónörökös, osztrák főherceg,

        - E2. (Mexikói) Miksa (1832-1867), osztrák főherceg, a Lombard-Velencei Királyság alkirálya: 1857-1859, Mexikó császára: 1863-1867,
        - E3. Károly Lajos (1833-1896), trónörökös, osztrák főherceg,     
          - FA1. Ferenc Ferdinánd (1863-1914), trónörökös, osztrák főherceg, a morganatikus házassága miatt, a gyermekei nem lehettek trónörökösök,
          - FA2. Ottó Ferenc (1865-1906), "Szép Ottó", osztrák főherceg,
            - GA1. I. (Boldog) Károly (1887-1922), uralkodott: 1916-1918 (osztrák császár), IV. Károly, Ausztria főhercege: 1916-1918, III. Károly, Csehország királya: 1916-1918, IV. Károly, Magyarország királya: 1916-1918, „az államügyek vitelétől visszavonult”: 1918,

    - C2. III. Ferdinánd (1769-1824), Toszkána nagyhercege: 1790-1799, 1814-1824,
      - DA1. II. Lipót (1797-1870), Toszkána nagyhercege: 1824-1859,
        - EA1. IV. Ferdinánd (1835-1905), Toszkána nagyhercege: 1859-1860 (trónfosztva),

    - C3. Károly Lajos (1771-1847), osztrák főherceg, Teschen hercege, Osztrák-Németalföld helytartója (főkormányzója): 1793-1794,
    - C4. Sándor Lipót (1772-1795), osztrák főherceg, Magyarország nádora: 1790-1795,
    - C5. József Antal (1776-1847), osztrák főherceg, Magyarország nádora: 1795-1847,
      - DB1. István Ferenc (1817-1867), osztrák főherceg, Magyarország utolsó nádora: 1847-1848,

    - C6. Antal Viktor, (1779-1835) osztrák főherceg, a Lombard-Velencei Királyság alkirálya: 1816-1818,
    - C7. Rainer József (1783-1853), "az idősebb Rainer", osztrák főherceg, a Lombard-Velencei Királyság alkirálya: 1818-1848,

  - B4. Ferdinánd Károly Antal (1754-1806), osztrák főherceg, 
    - CA1. IV. Ferenc (1779-1846), Modena, Reggio és Ferrara hercege: 1814-1846, 
      - DC1. V. Ferenc (1819-1875), Modena, Reggio és Ferrara hercege: 1846-1859 (trónfosztva),

  - B5. Miksa Ferenc (1756-1801), osztrák főherceg, Köln hercegérseke és választófejedelme: 1784-1801.